# Tautochrona (meteorologia)
Tautochrona – krzywa przedstawiająca pionowe temperatury gleby; mierzona jest do głębokości około 50 cm. Wykreśla się ją na podstawie wyliczonych wartości średnich.